# Holland Sport (televisieprogramma)
Holland Sport is een Nederlands sportprogramma dat live werd uitgezonden door de VPRO vanuit Studio Plantage in Amsterdam. Het programma werd in deze vorm uitgezonden tussen 2003 en juni 2011 en werd door Wilfried de Jong gepresenteerd, een aantal jaren samen met Matthijs van Nieuwkerk. Het programma heeft dezelfde naam als de voormalige Scheveningse voetbalclub Holland Sport. Het programma won in 2005 de Zilveren Nipkowschijf. In 2010 was er ook een jeugdversie, Holland Sport Junior, gepresenteerd door Bart Meijer. Van 2012 tot 2016 keerde het programma nog regelmatig terug met sportdocumentaires onder de naam Holland Sport Special.

## Presentatie
Van 2003 tot 2008 werd het programma door Wilfried de Jong samen met Matthijs van Nieuwkerk gepresenteerd. Begin 2008 werd bekendgemaakt dat Matthijs van Nieuwkerk aan het einde van het seizoen 2007/2008 zou stoppen met het presenteren van Holland Sport. Dit vanwege zijn drukke werkzaamheden voor het programma De Wereld Draait Door. In het seizoen 2011 was er elke week een gastpresentator, in de laatste uitzending trad Matthijs van Nieuwkerk als zodanig op.

## Programmaonderdelen
Onderdelen in het programma waren onder andere:
- Beschermheilige Elisa Casanova
- Holland Sport Museum
- Petje op petje af (kennisquiz met het publiek)
- Fietsspel
- De massagetafel
- Bioscoop

Sinds het vertrek van Matthijs van Nieuwkerk kwam het Holland Sport Museum niet meer voor in de uitzendingen, behalve in de laatste uitzending. Matthijs van Nieuwkerk hing toen het trainingsjasje dat Wilfried de Jong tijdens het interview op de massagetafel aan had, in het museum.